# Sinogastromyzon tonkinensis
Sinogastromyzon tonkinensis es una especie de peces de la familia Balitoridae en el orden de los Cypriniformes.

## Distribución geográfica
Se encuentra en la China (Yunnan) y Vietnam.

## Hábitat
Es un pez de agua dulce.